# TR-85
TR-85は、ルーマニア陸軍の配備する主力戦車である。本車は、ソ連戦車T-55の後継としてルーマニアで作られたTR-580を設計の基礎としている。レオパルト1の試作車輌で使用されたものと同様なT-ブロックパワーパックは、ライセンス生産されたドイツ製のV型8気筒830馬力ディーゼルエンジンをベースとしたものである。
国産の設計による火器管制装置"Ciclop"は横風観測装置とLRF（レーザー測距装置）を備え、完全に再設計の施されたサスペンションと車体両側面の6つの転輪が本車の重量を支持する。金属製のサイドスカートはこの走行装置を防御している。戦闘重量は47.2t。原型車輛は1978年-1985年にかけて開発された。車輛の量産は1986年から。

## 派生型
TR-85M
TR-85の改修型のうち極小数作られた初期のプロトタイプ。TR-85M1Aとも呼ばれる。砲塔にバスルを追加した。
TR-85M1 "Bizonul"
最新モデル。上述のTR-85Mの量産バージョンにあたる。NATO標準仕様に近代化改修を実施している。主な改修点として、エンジンを改良型の8VS-A2T2M（860馬力）に更新。新型の火器管制装置である"Ciclop-M1"に換装、砲口照合装置、サーマルスリーブ（砲身被筒）、レーザーシステム、熱源探知システムを新たに装備したことなどが挙げられる。これによりレーザー警報レシーバーを備え、レーザー誘導波の直射を受けずとも、その散乱した反射波を拾うことが可能となっており、エリア内にLRF/LDが検知されると、搭乗員は警報を受けることが可能。また、本車は12基の発煙弾発射機と1基のサーマルトラップを装備する。新規設計された100mm APFSDSであるBM-412Sgが配備され、この主砲の装甲貫徹能力は射程1,000mにおいて、RHA換算450mmに達した。TR-85M1はまた、新規の大型砲塔を持ち、追加装甲を備えている。開発計画に関係した企業は以下の通り。
アエロスパシアル・マトラ、Sagem、Kollmorgen-Artus、Racall、エレクトロマグネティカ、Faur、Elprof、UM Resita、Aeroteh、IOR si IOEL。
TR-85M2
試験中の車輌。
DMT-85M1
新型の固定式上部車体、6.5tクレーン、パーソンズTWMP地雷除去鋤を備えた装甲工作車。車長用にRWSを装備したキューポラがある。2007年-2009年にかけ、5輌が生産された。

## 使用国
ルーマニア
ルーマニア陸軍が93輌のTR-85M1を配備された。

## 画像

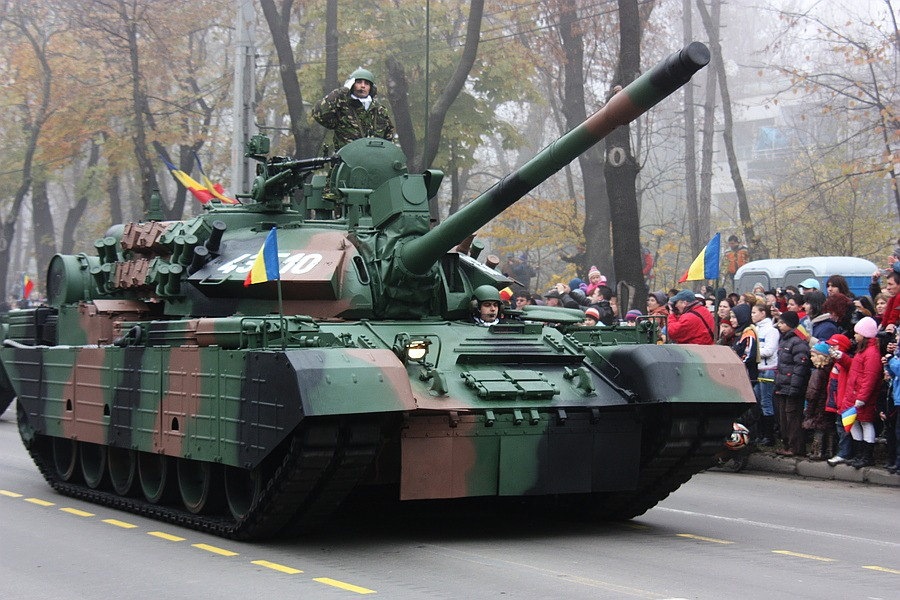
2008年のパレードにて撮影されたTR-85M1
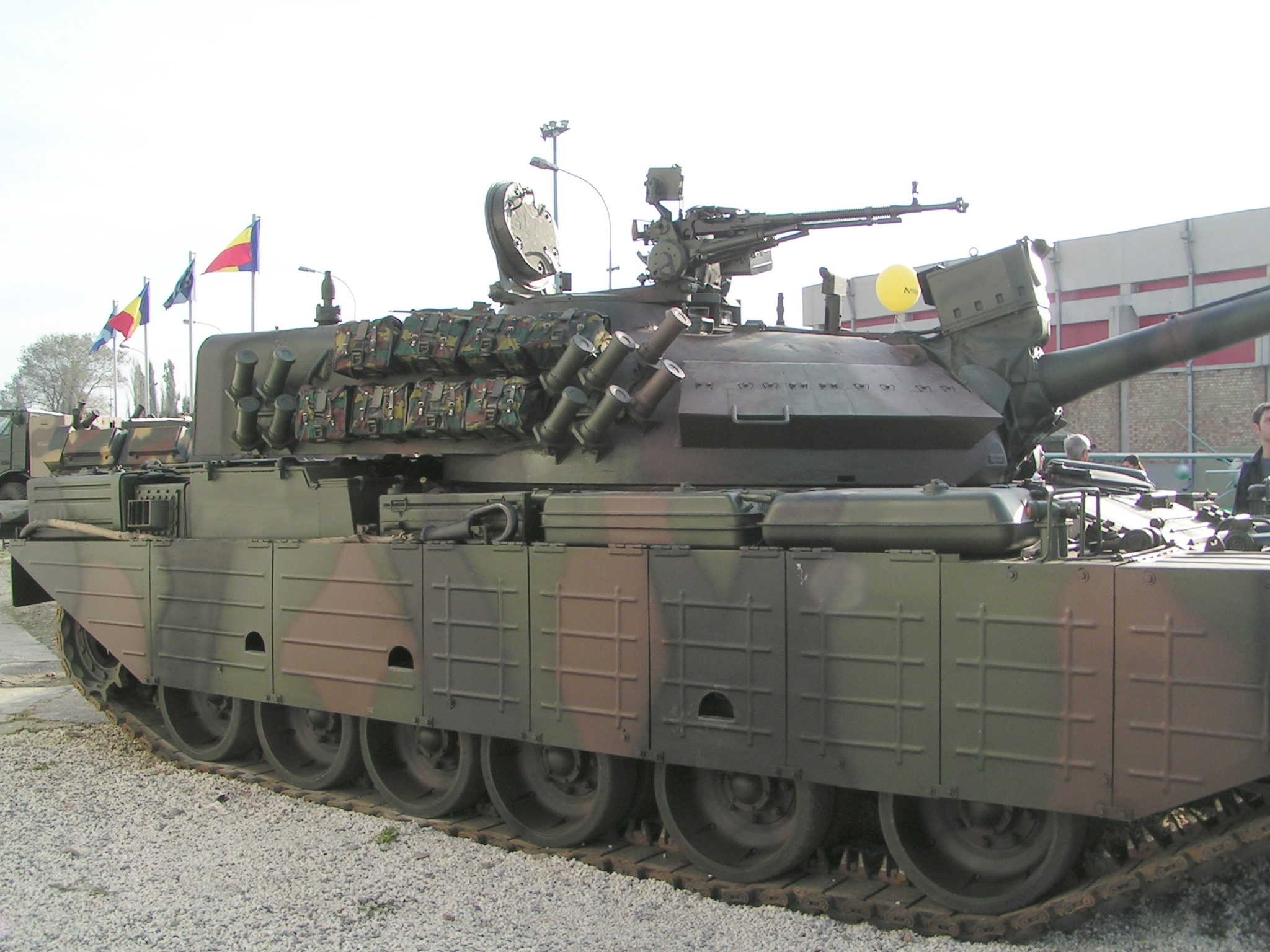
TR-85M1の側面。砲塔に装備された発煙弾発射機に注目
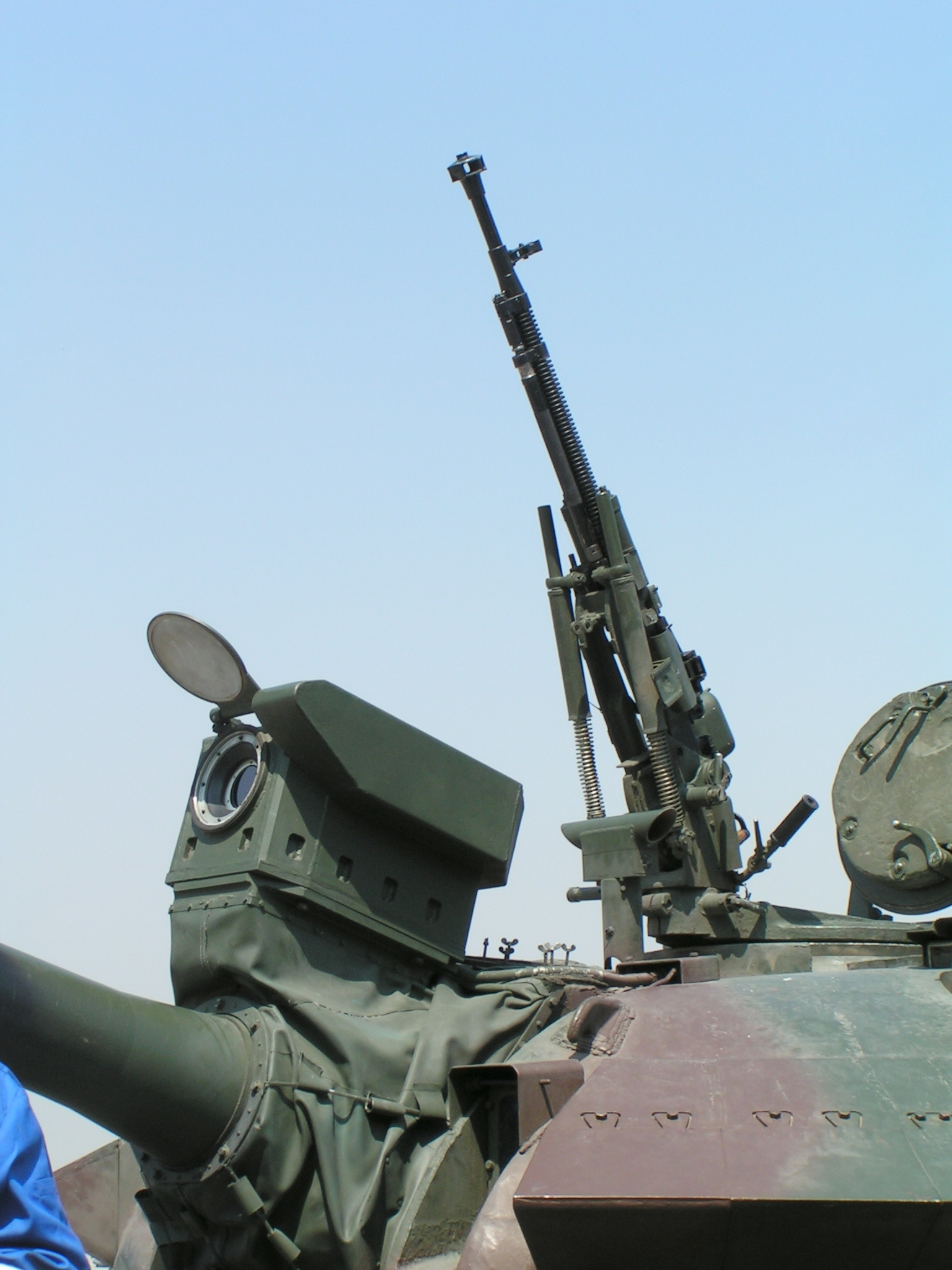
DShKM重機関銃およびレーザー探知システム
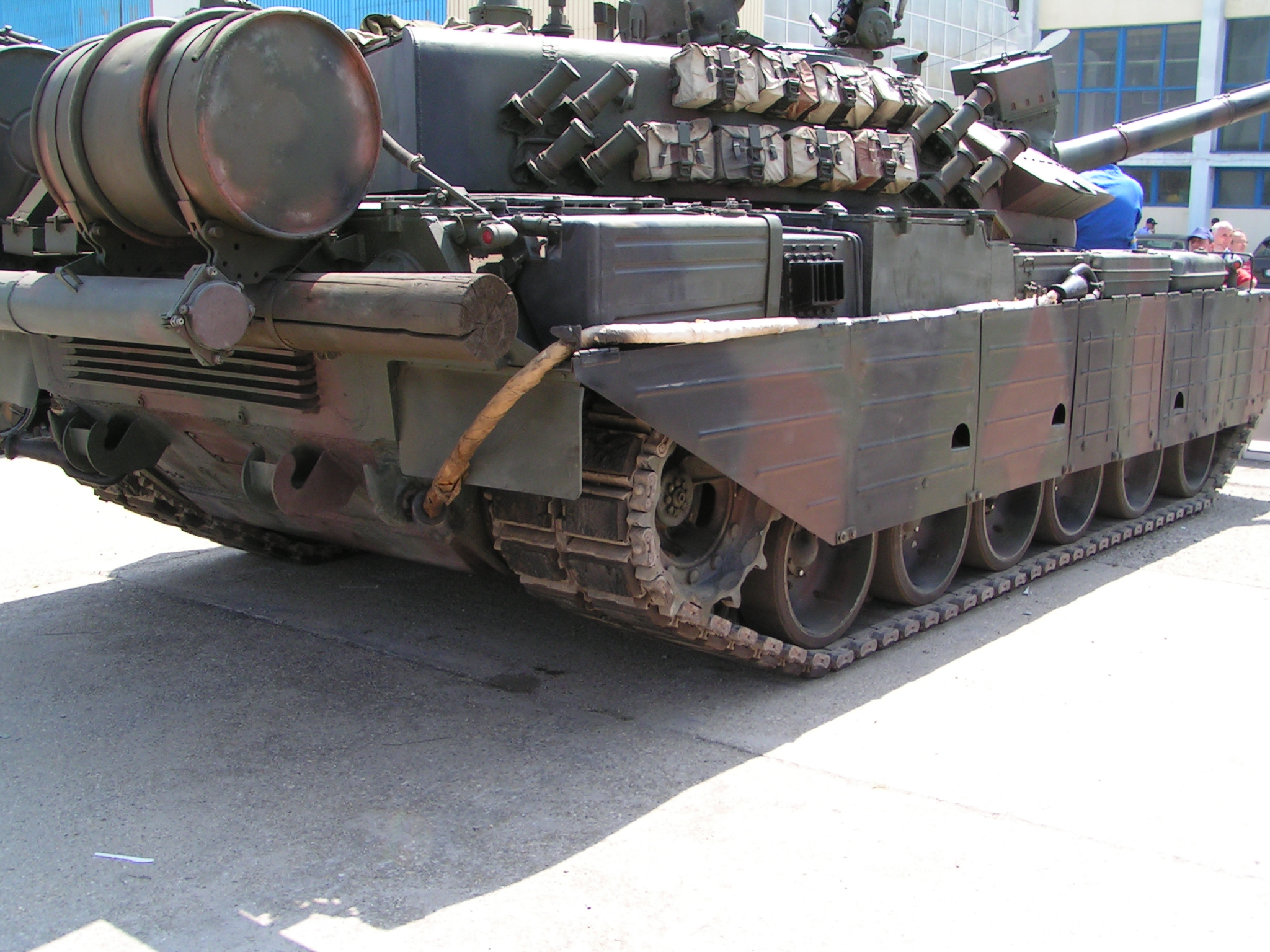
TR-85M1の後部
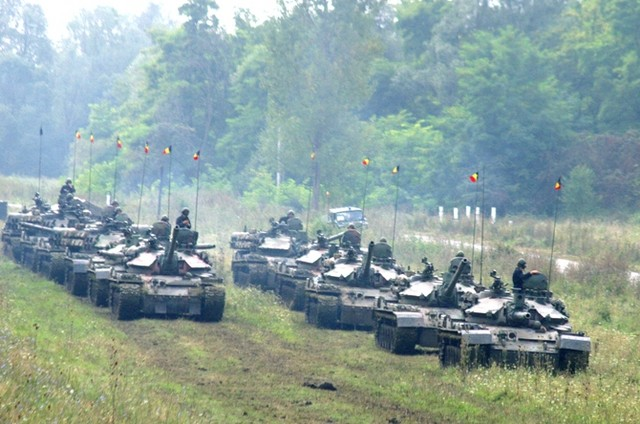
TR-85M1主力戦車の縦隊
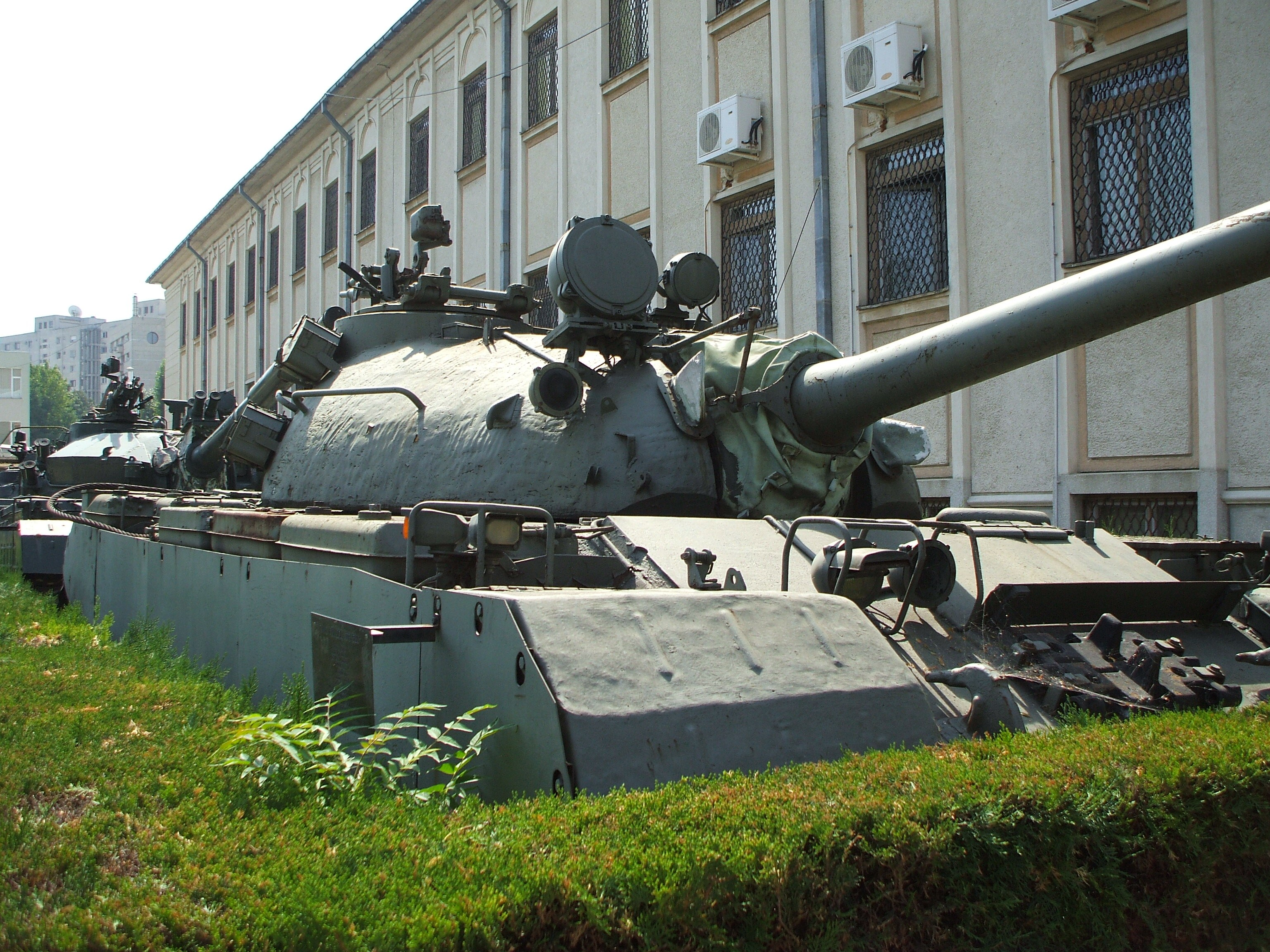
本車のベース車輛であるTR-580
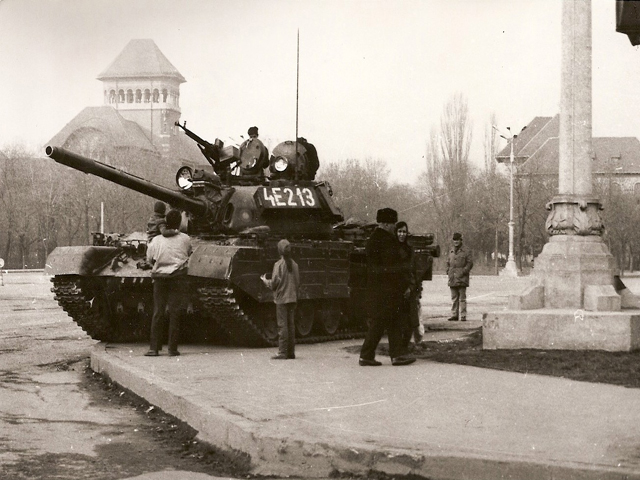
1989年のルーマニア革命におけるTR-85戦車、ブカレストにて撮影
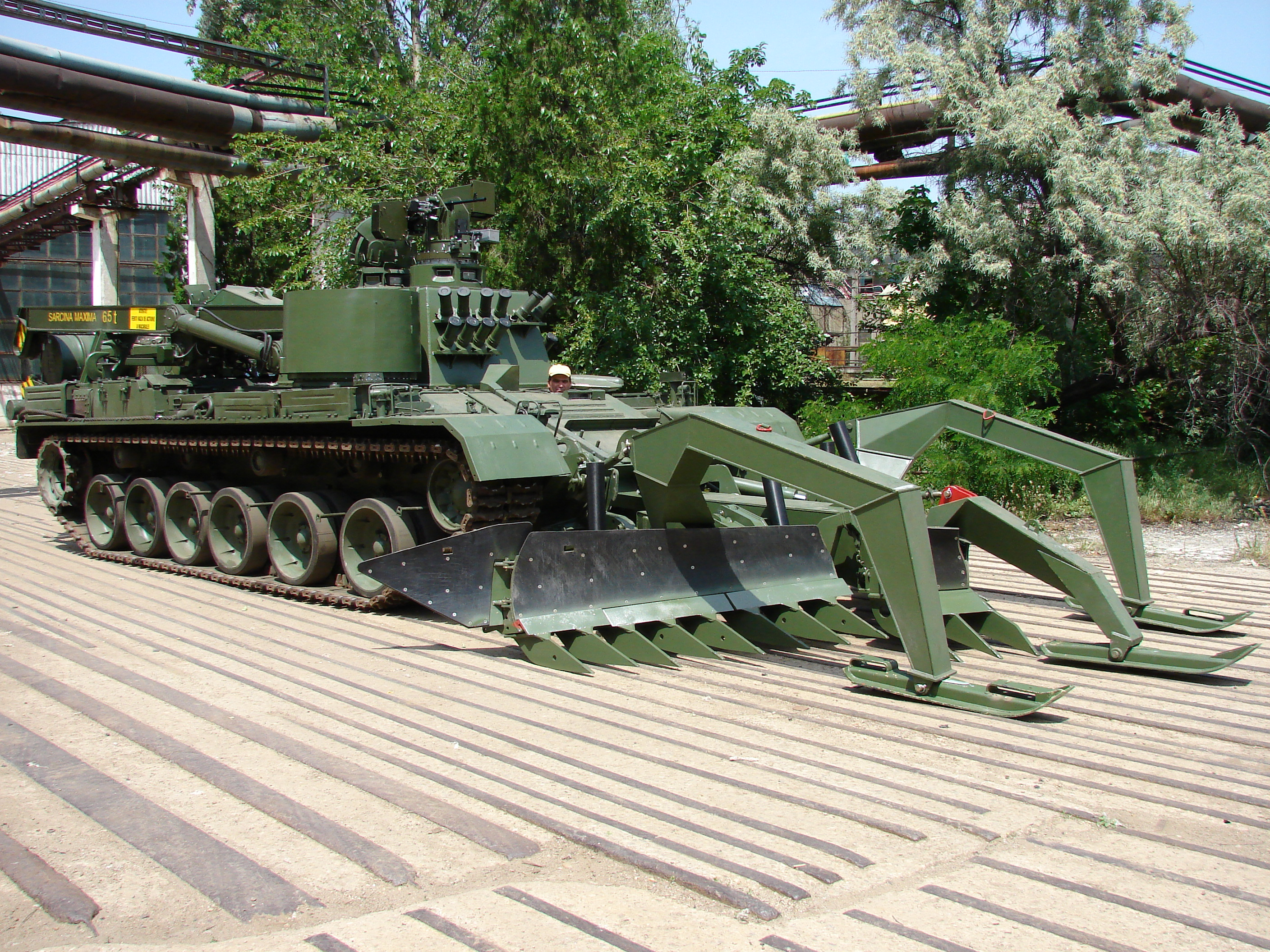
DMT-85M1装甲工作車